# Чак Рассел
Чак Рассел (англ. Chuck Russell; 9 травня 1958) — американський режисер та продюсер.

## Біографія
Чак Рассел народився 9 травня 1958 року в Парк-Рідж, штат Іллінойс. Навчався в Іллінойському університеті. Працювати почав на студії Роджера Кормана як продюсер і помічник режисера. Першою режисерською роботою став фільм «Кошмар на вулиці В'язів 3: Воїни сну» (1987) який отримав приз критиків на кінофестивалі «Fantasporto». Першим значним комерційним успіхом Рассела стала картина «Маска» (1994), яка зібрала більш 100 мільйонів доларів тільки в США. Наступний фільм режисера «Стирач» (1996) з Арнольдом Шварценеггером у головній ролі, теж зібрав більше 100 мільйонів доларів.
Був двічі одружений: перша дружина — Петті Рассел, друга — актриса і модель Анія Зейн. Є син Логан Джозеф.

## Фільмографія
| Рік  |    | Українська назва                         | Оригінальна назва                           | Роль                                             |
| ---- | -- | ---------------------------------------- | ------------------------------------------- | ------------------------------------------------ |
| 1973 | ф  | Смертельний постріл                      | Death Shot                                  | актор                                            |
| 1976 | ф  | Гарматне ядро                            | Cannonball!                                 | помічник виробництва                             |
| 1976 | ф  | Боббі Джо і вигнанець                    | Bobbie Jo and the Outlaw                    | режисер другого плану, актор                     |
| 1977 | ф  | Балакуха                                 | Chatterbox!                                 | режисер другого плану                            |
| 1977 | ф  |                                          | Supervan                                    | перший помічник режисера / режисер другого плану |
| 1978 | ф  | Просто скажи, що ти любиш мене           | Just Tell Me You Love Me                    | помічник режисера                                |
| 1979 | ф  | Божевільний вік-енд дівчат-уболівальниць | The Great American Girl Robbery             | продюсер                                         |
| 1980 | ф  | Катафалк                                 | The Hearse                                  | лінійний продюсер                                |
| 1981 | ф  | Пекельна ніч                             | Hell Night                                  | виконавчий продюсер                              |
| 1982 | ф  | Спокушання                               | The Seduction                               | виконавчий продюсер                              |
| 1984 | ф  | Пейзаж мрій                              | Dreamscape                                  | асоційований продюсер, сценарист                 |
| 1984 | ф  | Рок тіла                                 | Body Rock                                   | асоційований продюсер                            |
| 1985 | ф  | Дівчатка хочуть повеселитися             | Girls Just Want to Have Fun                 | продюсер                                         |
| 1986 | ф  | Знову в школу                            | Back to School                              | продюсер                                         |
| 1987 | ф  | Кошмар на вулиці В'язів 3: Воїни сну     | A Nightmare on Elm Street 3: Dream Warriors | режисер, сценарист                               |
| 1988 | ф  | Крапля                                   | The Blob                                    | режисер, сценарист, актор                        |
| 1994 | ф  | Маска                                    | The Mask                                    | режисер, виконавчий продюсер                     |
| 1996 | ф  | Стирач                                   | Eraser                                      | режисер, виконавчий продюсер                     |
| 1998 | тф | Біг чорної кішки                         | Black Cat Run                               | виконавчий продюсер                              |
| 2000 | ф  | Спаси і збережи                          | Bless the Child                             | режисер                                          |
| 2002 | ф  | Цар скорпіонів                           | The Scorpion King                           | режисер                                          |
| 2004 | ф  | Співучасник                              | Collateral                                  | виконавчий продюсер                              |
| 2010 | с  | Межа                                     | Fringe                                      | режисер                                          |